# Gilles Francescano
Gilles Francescano, né à Nice le 12 mai 1966, est un dessinateur et illustrateur français principalement connu pour ses couvertures d'ouvrages de science-fiction et de fantasy.

## Biographie
À partir de la fin des années 1980, il se fait connaître en illustrant des traductions des plus grands auteurs américains de science-fiction, Robert E. Howard notamment, et les débuts de futurs grands auteurs francophones comme Ayerdhal, Jean-Claude Dunyach ou Roland C. Wagner.
Par la suite, il illustre plus de 500 ouvrages et publications[réf. nécessaire], surtout chez Descartes Éditeur, Oriflam, J'ai lu, L'Atalante et Fleuve Noir.
Il préside, depuis sa création et jusqu’en 2009, le groupe Art & Fact, association des illustrateurs et illustratrices professionnels de la science-fiction, du fantastique et du merveilleux.
Depuis 2010, il est commissaire d'expositions du festival international de science-fiction de Nantes, les Utopiales[réf. nécessaire].
Dans le monde vidéoludique, il a dessiné la couverture du jeu vidéo Alone in the Dark ainsi que celle de Call of Cthulhu : Shadow of the Comet. Depuis 2016, il est le directeur fondateur de l'école Esa games à Carpentras spécialisée dans l'enseignement du Game Art et du Game Design. En 2017 il est nommé parmi les 50 personnalités du Vaucluse-Comtat Venaissin du Magazine des 50 personnalités.
En septembre 2022, il devient directeur artistique des Imaginales.

## Nominations et récompenses
- Grand Prix de la Science Fiction Européenne  en 1993 à la Convention européenne de la science-fiction de Saint-Hélier à Jersey.
- Grand Prix Mondial de la Science Fiction en 1995 à la World Science Fiction Convention de Glasgow.
- Aérographe d'Or 1996 en Allemagne.
- Grand Prix du Public en 1997 à Montréal.
- Grand Prix du Jury de la ville de Thônes en 1997.
- Nominations au Grand prix de l’imaginaire 2008 et 2009.

## Illustrations d'ouvrages
- 1989 :
  - L'Autre Cécile (de Claude Ecken)

- 1990 :
  - La Bohème et l'Ivraie (de Ayerdhal)
  - Le Cri du corps (de Claude Ecken)
  - Ely, l'esprit-miroir (de Ayerdhal)
  - Made, concerto pour salmen et bohème (de Ayerdhal)
  - La Naïa, hors limites (de Ayerdhal)
  - Soleil de mort (de Pierre Barbet)
  - Ylvain, rêve de vie (de Ayerdhal)

- 1991 :
  - Aigue-Marine (de Jean-Claude Dunyach)
  - Almuric (de Robert E. Howard)
  - Le Choix du Ksin (de Ayerdha])
  - Demain, une oasis (de Ayerdhal)
  - L'Ère du spatiopithèque (de Pierre Barbet)
  - Les Habitants des tombes (de Robert E. Howard)
  - L'Homme noir (de Robert E. Howard)
  - Honneur de chasse (de Ayerdhal)
  - Nivôse (de Jean-Claude Dunyach)
  - Le Pacte noir - 1 (de Robert E. Howard)
  - Le Pacte noir - 2 (de Robert E. Howard)
  - Promesse d'Ille (de Ayerdhal)
  - Pour des soleils froids (de Jean-Louis Trudel)
  - Le Retour de Kane (de Robert E. Howard)
  - La Sinsé gravite au 21 (de Roland C. Wagner)
  - Solomon Kane (de Robert E. Howard)
  - Le Tertre maudit (de Robert E. Howard)

- 1992 :
  - Le Chien de la mort (de Robert E. Howard)
  - Cormac MacArt (de Robert E. Howard)
  - Cybione (de Ayerdhal)
  - El Borak le magnifique (de Robert E. Howard)
  - El borak le redoutable (de Robert E. Howard)
  - El borak l'éternel (de Robert E. Howard)
  - El borak l'invincible (de Robert E. Howard)
  - L'Énigme du squalus (de Piet Legay)
  - Kull le roi barbare (de Lin Carter et Robert E. Howard)
  - L'Ombre et le fléau (de Oscar Valetti)
  - Les Renaissances de Joseph Tully (de William H. Hallahan)
  - Sonya la rouge (de Robert E. Howard)
  - Vulmea le pirate noir (de Robert E. Howard)

- 1993 :
  - Agnès de Chastillon (de Robert E. Howard)
  - Bran Mak Morn (de Robert E. Howard)
  - L'Histrion (de Ayerdhal)
  - La Main de la déesse noire (de Robert E. Howard)
  - Roll over, Amundsen ! (de Jean-Claude Dunyach)
  - La Route d'Azraël (de Robert E. Howard)
  - Les Yeux de la terre folle (de Philippe Pastor)

- 1994 :
  - Balade choreïale (de Ayerdhal)
  - Nickel le Petit (de Christophe Kauffman)
  - Planète à Vendre n° 19R
  - Polytan (de Ayerdhal)
  - Les Portes sans retour (de Gilles Thomas)
  - Quête impériale (de Alain Le Bussy)
  - Le Ressuscité de l'Atlantide (de Jean-Louis Trudel)
  - Sexomorphoses (de Ayerdhal)
  - Les Voleurs d'organes (de Dominique Brotot)

- 1995 :
  - Dossier Stephen King (1995)
  - La Guerre des cercles (de Jean-Claude Dunyach)
  - Hou des machines (de Alain Le Bussy)
  - Phénix n°37 : Dossier Terreur
  - Phénix n°39 : Anne Rice et les Vampires
  - Rork des plaines (de Alain Le Bussy)

- 1996 :
  - Les Chemins étranges (de Thomas Owen)
  - Les Contes du whisky (de Jean Ray)
  - Les Contes noirs du golf (de Jean Ray)
  - Les Fleurs pourpres (de Clifford D. Simak)
  - Galaxies n° 1
  - Galaxies n° 3
  - Genèses
  - Les Histoires étranges de la Biloque (de Jean Ray)
  - Panorama de la science-fiction (de Jacques Van Herp)
  - Pitié pour les ombres et autres contes fantastiques' (de Thomas Owen)
  - Les Saints les plus sombres (de Brian Hodge)
  - Show Effroi n° 1

- 1997 :
  - La Bête de Moebius (de Pascal Guillaumes)
  - Daguerra (de Boris Darnaudet & François Darnaudet)
  - L'Invité de verre (de Sylvie Denis)
  - La Mémoire du monde (de Francis Valéry)
  - Les Messagers de Saumwatu (de Francis Valéry)
  - Mytale (de Ayerdhal)
  - Le Niwaâd (de Jean-Christophe Chaumette)
  - Le Nombril du monde (de Roland C. Wagner)
  - Parleur ou les chroniques d'un rêve enclavé (de Ayerdhal)

- 1998 :
  - Cinéterre (de Michel Pagel)
  - Nexus de feu (de Alain Le Bussy)
  - La Piste indigo (de Daniel Chabeuil)
  - Ténèbres n° 3

- 1999 :
  - L'Autre n° 4
  - Axis mundi 1 (de Charles Aïvar)
  - Axis mundi 2 (de Charles Aïvar)
  - Les Biplans de D'Annunzio (de Luca Masali)
  - L'Équilibre des paradoxes (de Michel Pagel)
  - Étoiles mourantes (de Ayerdhal & Jean-Claude Dunyach)
  - La Lande ensorcelée (de Ellen Steiber)
  - Rush (de Patrick Eris)
  - Slash n° 19

- 2000 :
  - Dix jours sans voir la mer (de Jean-Claude Dunyach)
  - Étoiles mortes (de Jean-Claude Dunyach)
  - La Marche mystérieuse - 1e partie (de Robert McCammon)
  - La Marche mystérieuse - 2e partie (de Robert McCammon)
  - La Station de l'Agnelle (de Jean-Claude Dunyach)

- 2001 :
  - Déchiffrer la trame (de Jean-Claude Dunyach)
  - Galaxies n° 20
  - Les Glaces d'Antéria (de Marie-Hélène Delval)
  - La Logique des essaims (de Ayerdhal)
  - Le Loup-garou de Paris (de Guy Endore)
  - La Mort du nécromant (de Martha Wells)
  - Les Orages d'Erna-Thor (de Marie-Hélène Delval)
  - Le Soleil des Orthanques (de Marie-Hélène Delval)

- 2002 :
  - Le Feu primordial (de Martha Wells)
  - La Fille de la voleuse de rêves (de Michael Moorcock)
  - La Sève et le Givre (de Léa Silhol)
  - Von Bek (de Michael Moorcock)

- 2003 :
  - Le Jeu des sabliers (de Jean-Claude Dunyach)
  - Les Nageurs de sable (de Jean-Claude Dunyach)
  - L'Oecumène d'or (de John C. Wright)

- 2004 :
  - Brumes et tempêtes (de Robin Hobb)
  - Le Phénix exultant (de John C. Wright)

- 2005 :
  - Alter Jérémy (de Johan Heliot)
  - L'Esprit du jeu (de Jean-Pierre Planque)
  - Galaxies n° 37
  - La Haute Transcendance (de John C. Wright)
  - Papa 1er (de Jacques Mondoloni)
  - Prisons d'eau et de bois (de Robin Hobb)
  - Sohane l'insoumise (de Éric Simard)
  - Le Temps, en s'évaporant (de Jean-Claude Dunyach)

- 2006 :
  - 49302 (de Nathalie Le Gendre)
  - Sur l'échiquier des étoiles (de Paul Carta)

- 2007 :
  - L'Éveil des eaux dormantes (de Robin Hobb)
  - La Lance de Lughern (de Gilles Servat)
  - Le Miroir aux éperluettes (de Sylvie Lainé)
  - Ombres et flammes (de Robin Hobb)
  - Quatre chemins de pardon (de Ursula K. Le Guin)
  - Le Seigneur des Trois Règnes (de Robin Hobb)
  - Séparations (de Jean-Claude Dunyach)
  - Un jeu cruel (de Robert Silverberg)

- 2008 :
  - Espaces insécables (de Sylvie Lainé)
  - Les Goulags mous (de Jacques Mondoloni)
  - Les Marches du trône (de Robin Hobb)
  - Le Mystère Olphite (de Carina Rozenfeld)

- 2009 :
  - Marouflages (de Sylvie Lainé)

- 2010 :
  - Les Âmes croisées (de Pierre Bottero)
  - Après-demain les chiens (de Paul Carta)
  - Le Vampire de Belgrade (de Vuk Kovasevic)

- 2011 :
  - Dimension Galaxies (2011)
  - Les Harmoniques célestes (de Jean-Claude Dunyach)
  - Rêves de gloire (de Roland C. Wagner)

- 2013 :
  - Double ennemi (de Claude Ecken)
  - La Troisième lame (de Ayerdhal)

- 2014 :
  - L'Opéra de Shaya (de Sylvie Lainé)

- 2015 :
  - L'Instinct du Troll (de Jean-Claude Dunyach)
  - Millefeuille littéraire
  - Star Ouest (anthologie ImaJn'ère)